# Kövesligethy Radó
Kövesligethy Radó, Konek (Verona, 1862. szeptember 1. – Budapest, Józsefváros, 1934. október 11.) csillagász, geofizikus, a Budapesti Tudományegyetem Kozmográfiai Intézetének megszervezője és tanára, a Nemzetközi Földrengéskutató Szövetség megszervezője és főtitkára, a Konkoly-alapítványú Asztrofizikai Obszervatórium aligazgatója[forrás?], az MTA tagja. Világszerte elismert földrengéskutató volt, csillagászati tankönyvíróként pedig múlhatatlan érdemei voltak a magyar csillagászati szaknyelv kialakításában.

## Életpályája

### Gyermekkor
Kövesligethy 4 éves volt, amikor apja, Konek József katonatiszt, elhagyta Kövesligethy anyját, Renz Jozefát és mást vett feleségül. Radó családneve 14 éves koráig Konek volt az apja után, Kövesligethy Károly ügyvéd fogadta örökbe. Egy darabig rokonoknál laktak Augsburgban.
Gimnáziumi tanulmányait Pozsonyban végezte el. Tizenhét évesen már Konkoly Thege Miklós mellett dolgozott a nyári szünidőkben, gyakran az ünnepeket is náluk töltötte.

### Tudományos karrier
19 évesen nagykorúsította nevelőapja. Ekkor került a Bécsi Egyetemre (az egyetemre jelentkezéskor már 21 idegen nyelvű cikke volt), ahol, Josef Stefan professzornál – a Stefan–Boltzmann-törvény egyik megalkotójánál – elméleti fizikát tanult, Theodor von Oppolzernél klasszikus csillagászatot, Edmund Weissnél az egyetemi csillagvizsgálóban pedig asztrofizikát.
Doktori disszertációjának címe Egy matematikai spektrálanalízisre alapozott elméleti asztrofizika alapjai (Prinzipien einer theoretischer Astrophysik auf grund mathematischer Spektralanalyse).
Több mint 15 éven keresztül foglalkozott elméleti úton a sugárzó testek színképeinek jellegzetességeivel.
1883-ban Konkoly-Thege Miklós ógyallai magánobszervatóriumában helyezkedett el, fizetett megfigyelőként. Spektrálfotométert is szerkesztett.
Elsőként használta fel a csillagok radiális sebességének mérését a Nap térbeli mozgásának meghatározására.
Részt vett az 1885-ben Podmaniczky Géza báró (1839-1923) Kiskartalon létesített magáncsillagvizsgáló berendezésében.
1885. augusztus 22-én többedmagával először pillantotta meg az Androméda-extragalaxis szupernóváját, de nem ismerte fel új csillag jellegét.
1887-ben a Királyi Tudomány Egyetem Kísérleti fizika tanszékének tanársegédje lett.
Kezdettől fogva részt vett az Eötvös-inga próbáin, és annak első, terepi alkalmazásán, a Vas vármegyei Ság hegyen folytatott mérésekben.

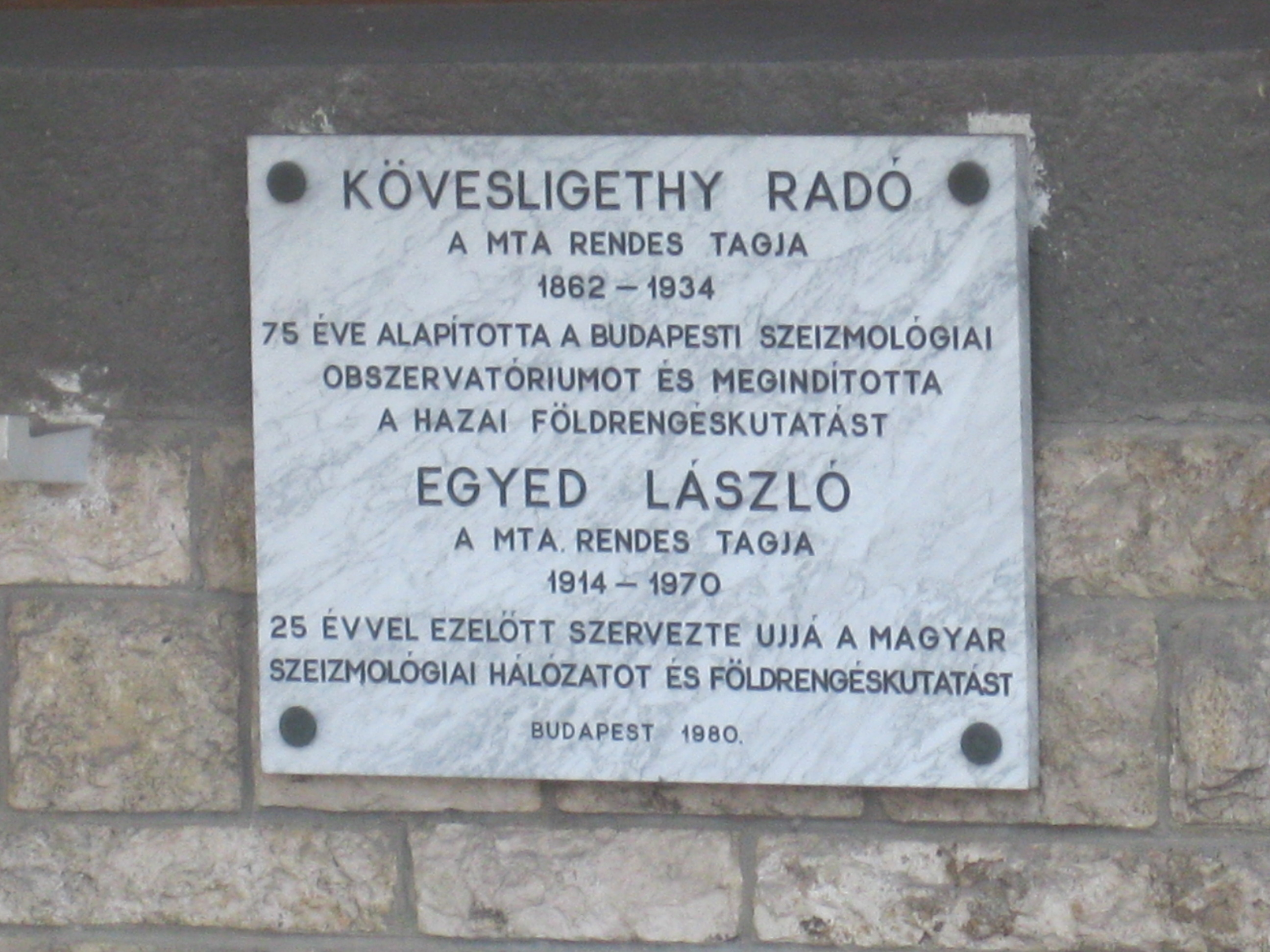
Kövesligethy Radó és Egyed László emléktáblája

1889-ben, 28 évesen magántanár lett a budapesti tudományegyetemen (az ELTE elődje), 1894-ben a kozmográfia vezető tanára, 1897-től ugyanitt és szintén a kozmográfia tanszéken nyilvános rendkívüli, 1904-től pedig nyilvános rendes tanár egészen nyugdíjba vonulásáig, közel harminc éven át 1906-ban saját igazgatásával megalakította az egyetem Földrengési Számoló Intézetét és a Földrengési Obszervatóriumot, 1911-ben pedig az egyetem Kozmográfiai intézetét.
1893. augusztus 10-én a ferencvárosi Bakáts téri római katolikus plébánián feleségül vette a nála hét évvel fiatalabb Singer Erzsébetet, Singer Herman és Kohn Mária leányát. A férj tanúja Tötössy Béla volt.
Írt tudomány népszerűsítő cikkeket a Természettudományi Közlöny, és az Uránia c. folyóiratba.
1895-ben a Magyar Tudományos Akadémia levelező tagjává választották, később (1909) rendes tagjává. Ebben az időben már földrengéskutatással foglalkozott, akadémiai székfoglalója is e témakörben íródott. Munkája elismeréséül a Nemzetközi Szeizmológiai Társaság (AIS) titkárává választotta.
Élete végéig a földrengések előrejelzésének lehetőségeit kutatta.
Az első világháború után (1919-ben) azzal vádolták, hogy együttműködött a Tanácsköztársaság kormányával, ezért 1924-ig nem is taníthatott.
A Szent István Akadémia matematikai osztályának elnöke, a Magyar Filozófiai Társulatnak, Természettudományi Társulatnak élete végéig választmányi tagja, a Matematikai és Fizikai Társulat főtitkára volt.
A Lóczy Lajos-érem tulajdonosa.

## Kutatási területe
Az asztrofizika és a földrengéstan (szeizmológia) terén egyaránt az elméleti kutatások úttörői közé tartozik, a hazai csillagászati oktatást nemzetközi színvonalra történő emelésében játszott fontos szerepet.

## Fontosabb művei
- Prinzipien einer theoretischen Astrophysik auf Grund mathemateische Spektralanalyse, Wien 1884.
- A mathematikai és csillagászati földrajz kézikönyve, Budapest, 1899.
- Seismonomia, Modena 1906.
- A spektrumanalysis két paraméteregyenlete, Matematikai és Természettudományi Értesítő 1898/5. sz.

## Művei
- 1871-1880 években Magyarországban megfigyelt hullócsillagok pályaelemei, Budapest, 1882
- A folytonos spektrumok elmélete, Budapest, 1885
- A kis-kartali csillagvizsgálóról, Budapest, 1888
- Grundzüge einer theoretischen Spektralanalyse, H. W. Schmidt, Halle, 1890
- A mathematikai és csillagászati földrajz kézikönyve, Budapest, 1899
- The physical meaning of the star-magnitude, Astrophysical Journal, Chicago, 1900
- A világegyetem : a Föld és csillagvilág fizikai tüneményeinek ismertetése, Cholnoky Jenővel. Budapest, 1906
- A Halley-féle üstökös, Budapest, 1910